# Andrzej Witkowski (powstaniec warszawski)
Andrzej Witkowski, ps. „Rip” (ur. 14 listopada 1930 w Warszawie zm. 19 grudnia 2024 w Opolu) – polski działacz konspiracji niepodległościowej podczas II wojny światowej, członek Szarych Szeregów (Zawiszak), uczestnik powstania warszawskiego (służył w II Obwodzie „Żywiciela” na Żoliborzu), chirurg ortopeda, odznaczony Krzyżem Kawalerskim Orderu Odrodzenia Polski.